# 210 Isabella
210 Isabella este un asteroid din centura principală, descoperit pe 12 noiembrie 1879, de Johann Palisa.